# Clondalkin
Clondalkin (irl. Cluain Dolcáin co znaczy łąka Dolcana) – dzielnica Dublina, liczy około 45 tys. mieszkańców (2011). Leży 10 km od centrum Dublina, w hrabstwie Dublin Południowy, wchodzącym w skład tradycyjnego hrabstwa Dublin.
Znajdują się tu trzy irlandzkojęzyczne szkoły oraz filia południowo-dublińskiej biblioteki.

## Historia
Clondalkin zostało założone przez Świętego Mochua około 600 roku n.e. Wybudował on klasztor w pobliżu rzeki Camac. Jakieś sto lat później dobudowano do klasztoru zamek. W 832 Clondalkin zostało splądrowane i doszczętnie spalone przez duńskich wikingów. Mimo to w połowie IX wieku jeden z norweskich władców, Amlaíb Conung, wybudował tam fortecę. W 867 został zaatakowany przez Królestwo Loígis. Forteca spłonęła, a stu zwolenników Conunga poległo. Rejon został pod duńską kontrolą, aż do porażki w bitwie pod Clontarf (Irlandia) w 1014.
W 1641 Clondalkin przyłączył się do rebelii, która ogarnęła Ulster, a następnie całe Królestwo. Walczono przeciw zasadom Pałacu Westminsterskiego. Irlandia od tego czasu posiada Parlament, choć państwo wciąż nie posiadało pełni władzy.
Clondalkin rozkwitło w latach 80. XX wieku. Wtedy niemal dwuipółkrotnie wzrosła liczba mieszkańców.